# Rhacocleis
Rhacocleis is een geslacht van rechtvleugeligen uit de familie sabelsprinkhanen (Tettigoniidae). De wetenschappelijke naam van dit geslacht is voor het eerst geldig gepubliceerd in 1853 door Fieber.

## Soorten
Het geslacht Rhacocleis omvat de volgende soorten:
- Rhacocleis acutangula Karabag, 1957
- Rhacocleis agiostratica Werner, 1937
- Rhacocleis anatolica Werner, 1933
- Rhacocleis annulata Fieber, 1853
- Rhacocleis ayali Karabag, 1974
- Rhacocleis baccettii Galvagni, 1976
- Rhacocleis bonfilsi Galvagni, 1976
- Rhacocleis buchichii Herman, 1874
- Rhacocleis corsicana Bonfils, 1960
- Rhacocleis crypta Willemse & Willemse, 2005
- Rhacocleis derrai Harz, 1983
- Rhacocleis distinguenda Werner, 1934
- Rhacocleis edentata Willemse, 1982
- Rhacocleis ferdinandi Willemse & Tilmans, 1987
- Rhacocleis germanica Herrich-Schäffer, 1840
- Rhacocleis graeca Uvarov, 1942
- Rhacocleis insularis Ramme, 1928
- Rhacocleis japygia La Greca, 1959
- Rhacocleis lithoscirtetes Willemse & Willemse, 2005
- Rhacocleis maculipedes Ingrisch, 1983
- Rhacocleis neglecta Costa, 1863
- Rhacocleis poneli Harz & Voisin, 1987
- Rhacocleis ramburi Serville, 1838
- Rhacocleis silviarum Galvagni, 1984
- Rhacocleis sylvestrii Ramme, 1939
- Rhacocleis thyrrhenica La Greca, 1952
- Rhacocleis trilobata La Greca & Messina, 1974
- Rhacocleis tuberculata Karabag, 1978
- Rhacocleis turcica Uvarov, 1930
- Rhacocleis uvarovi Ramme, 1936
- Rhacocleis werneri Willemse, 1982